# 深津玉一郎
深津 玉一郎（ふかつ たまいちろう、1902年（明治35年）1月18日 - 1976年（昭和51年）2月22日）は、日本の政治家。衆議院議員（2期）、愛知県半田市長（5期）などを歴任。

## 経歴
愛知県出身。1925年、早稲田大学専門部法律科を卒業し、その後、コロンビア大学、ソルボンヌ大学大学院で学んた。
愛知県半田農業学校講師、文部省嘱託、満州国外交部嘱託、満州炭鉱社員、富士産業農場長を務めた。
1946年4月、第22回衆議院議員総選挙おいて大選挙区の愛知県第一区で日本自由党から出馬して当選。第23回総選挙（旧愛知2区）でも当選し、衆議院議員を連続二期務めた。この間、日本自由党総務、同渉外部副部長、同政調会鉱工業委員長、民主自由党常任総務などを務めた。1949年1月の第24回総選挙は民主自由党から出馬するも落選。
炭鉱国管疑獄により逮捕され、1950年4月21日、東京地方裁判所で、懲役二年、追徴金二百万円の判決を受けた。その後、控訴して争い、1951年5月22日、東京高等裁判所で懲役二年、執行猶予四年、追徴金二百万円の判決を受け、上告せず判決が確定した。
その後、愛知県半田市長を1955年5月から連続5期20年務めた。1976年半田市名誉市民。
1976年2月22日、死去。74歳没。